# Shiga prefektur
Shiga prefektur (japanska: 滋賀県?, Shiga-ken) är en del av Kansairegionen på ön Honshū, Japan. Residensstaden är Ōtsu. I Shiga ligger Japans största insjö Biwasjön och prefekturens utbredning överensstämmer nästan med sjöns tillrinningsområde.

## Historia
Shigas traditionella namn var Ōmi provins innan prefektur-systemet blev etablerat. Den kallades oftast för Gōshū (江州). Under en tid på 600-talet var Ōtsu i Shiga Japans huvudstad.

## Administrativ indelning
Prefekturen var år 2015 indelad i tretton städer (-shi) och sex landskommuner (-chō).
De sex kommunerna grupperas i tre distrikt (-gun). Distrikten har ingen administrativ funktion utan fungerar i huvudsak som postadressområden.
Städer:
- Higashiōmi, Hikone, Kōka, Konan, Kusatsu, Maibara, Moriyama, Nagahama, Ōmihachiman, Ōtsu, Rittō, Takashima, Yasu

Distrikt och landskommuner:
| Distrikt | Landskommuner        |
| -------- | -------------------- |
| Echi     | Aishō                |
| Gamō     | Hino, Ryūō           |
| Inukami  | Kōra, Taga, Toyosato |

## Bilder

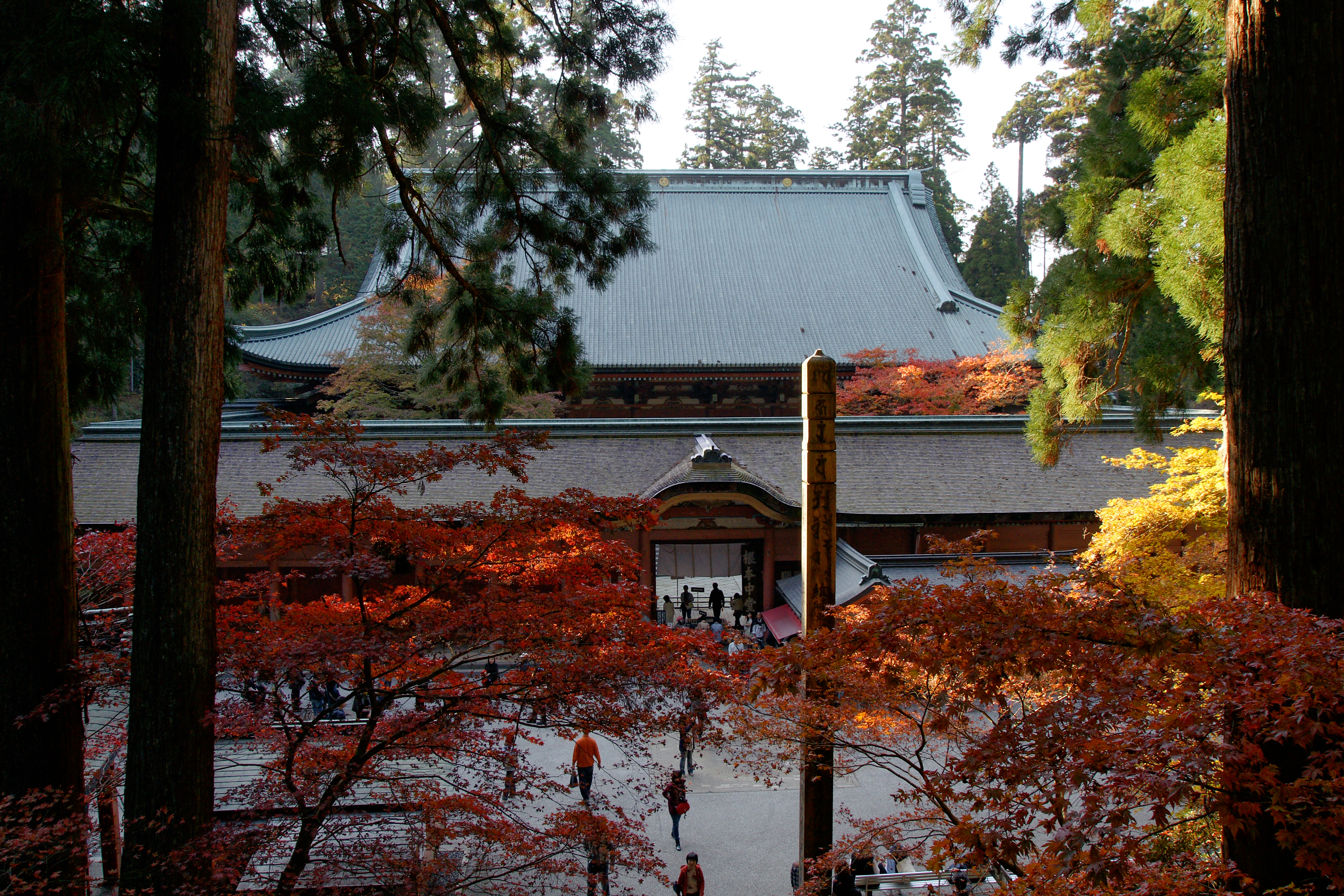
Enryakuji (världskulturarv)
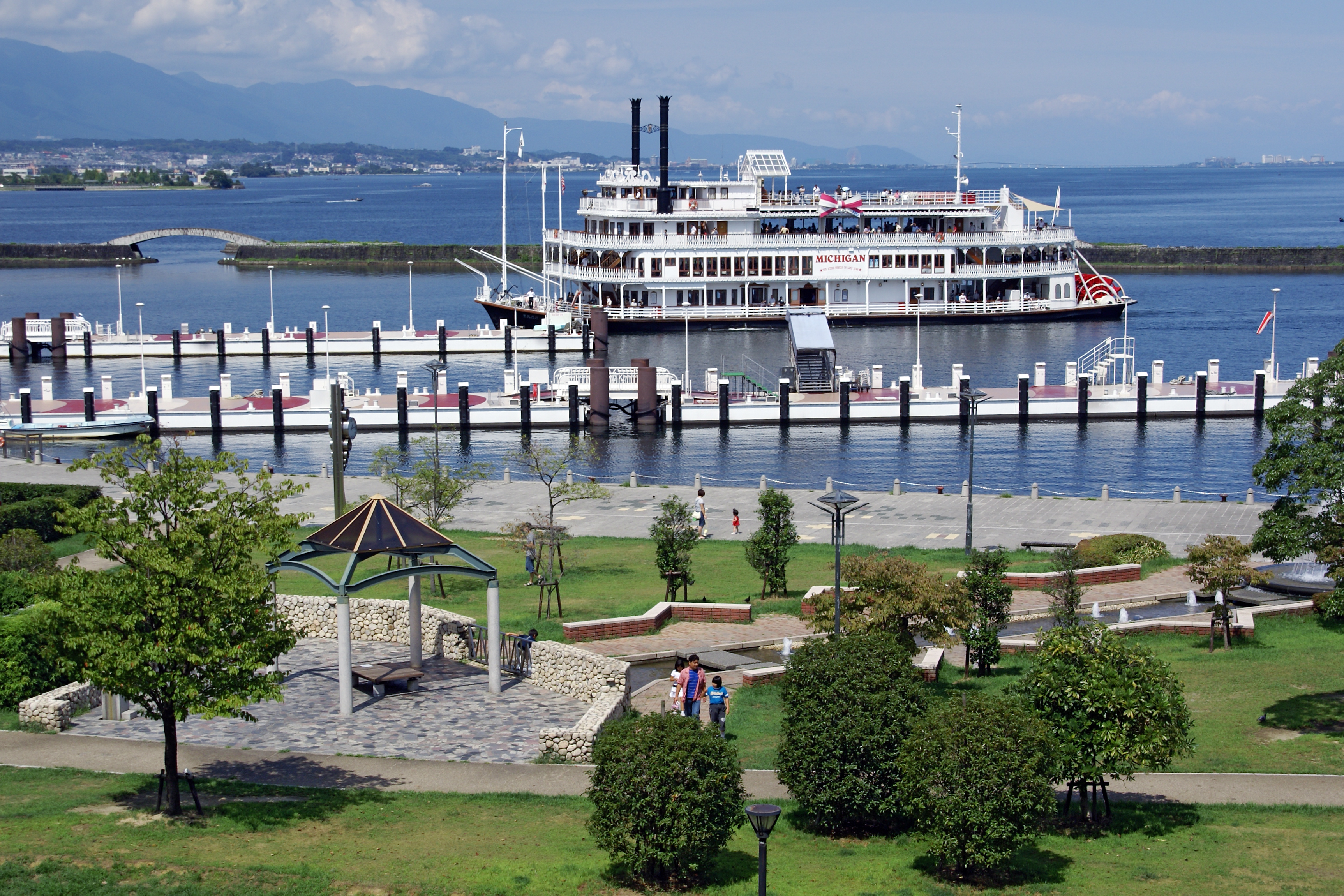
Hamnen i Ōtsu
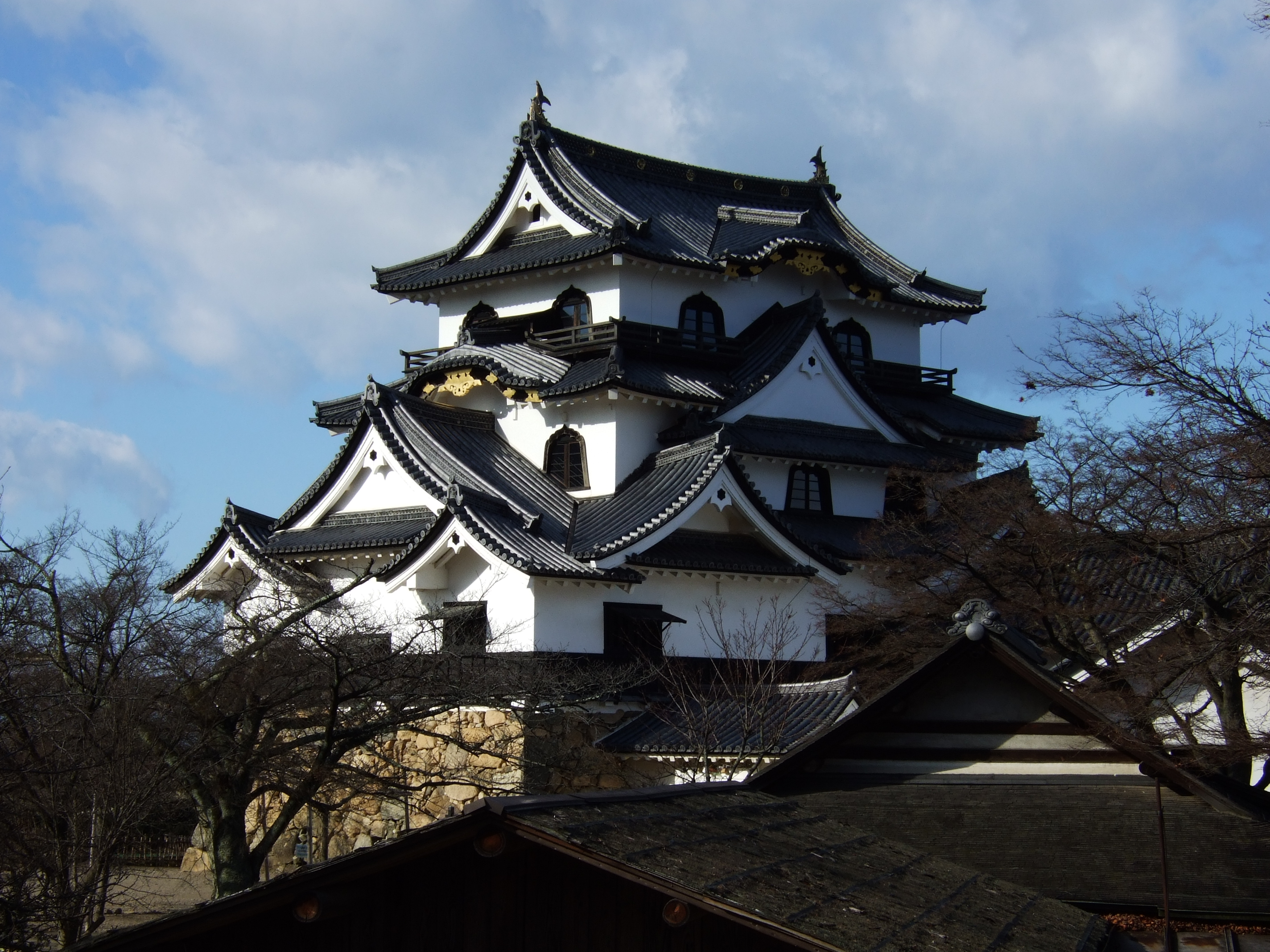
Slottet i Hikone
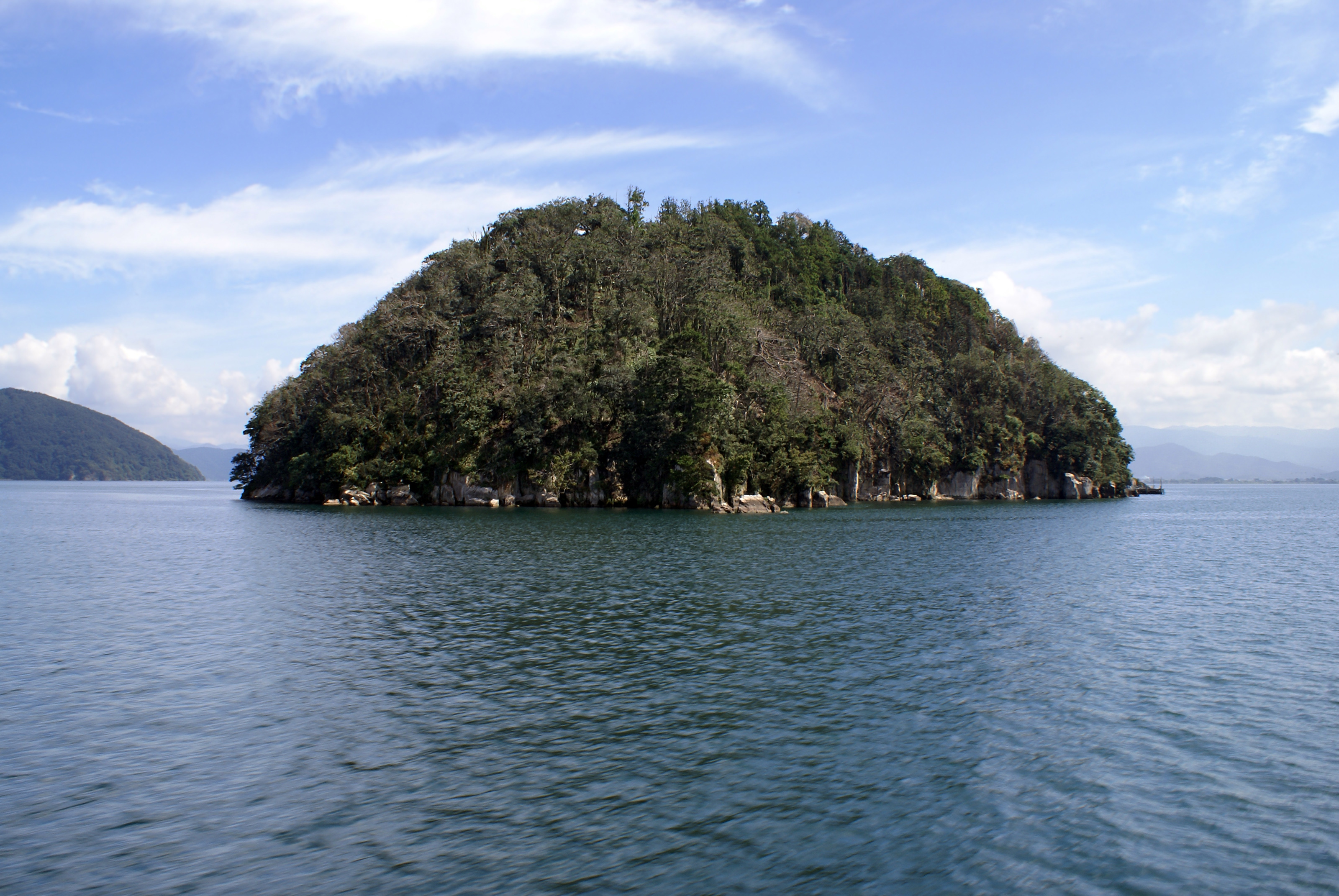
Chikubu-ön, Biwasjön